# العزيمة (المنيا)
قرية العزيمة  هي إحدي القرى التابعة لمركز سمالوط بمحافظة المنيا في جمهورية مصر العربية. حسب إحصاءات سنة 2006، بلغ إجمالي السكان في العزيمة 1349 نسمة، منهم 749 رجل و600 امرأة.